# Claire Gervais
Pour les articles homonymes, voir Gervais.
Claire Gervais est une joueuse d'échecs française. Championne de France à trois reprises, elle reçut le titre de maître international féminin en 1996.

## Biographie et carrière
Claire Gervais a remporté le championnat de France féminin en  1992 (à seize ans après départage), 1993 et 1996. Elle finit troisième en 1995 et 1998.
Elle a représenté la France lors des olympiades féminines de 1992 (échiquier de réserve), 1996 (au deuxième échiquier) et 1998 (au troisième échiquier) marquant à chaque fois au moins 50 % des points (un total de 17,5 points en 32 parties).